# Minuartia sedoides
Minuartia sedoides är en nejlikväxtart som först beskrevs av Carl von Linné, och fick sitt nu gällande namn av William Philip Hiern. Minuartia sedoides ingår i släktet nörlar, och familjen nejlikväxter. Inga underarter finns listade i Catalogue of Life.

## Bildgalleri

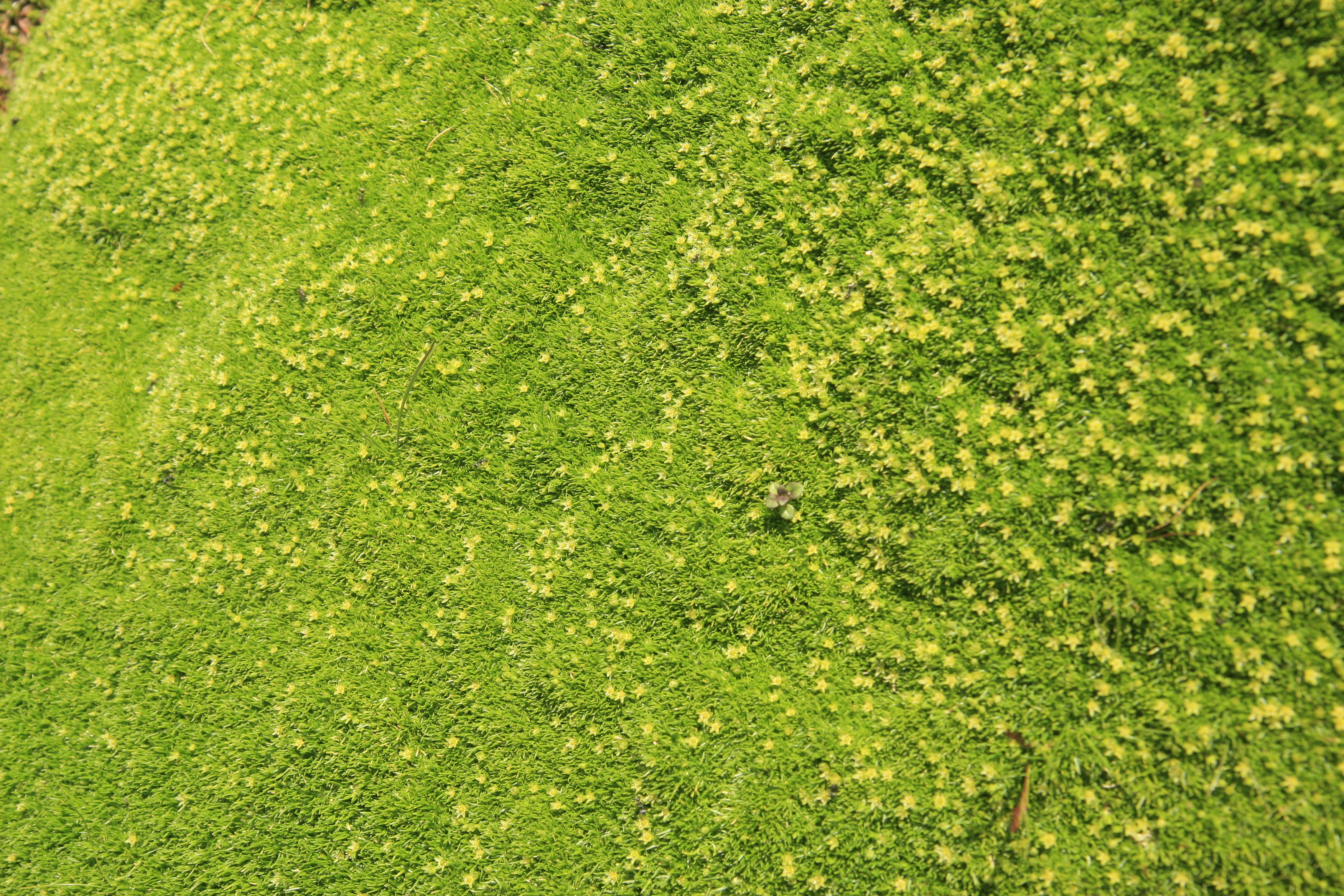
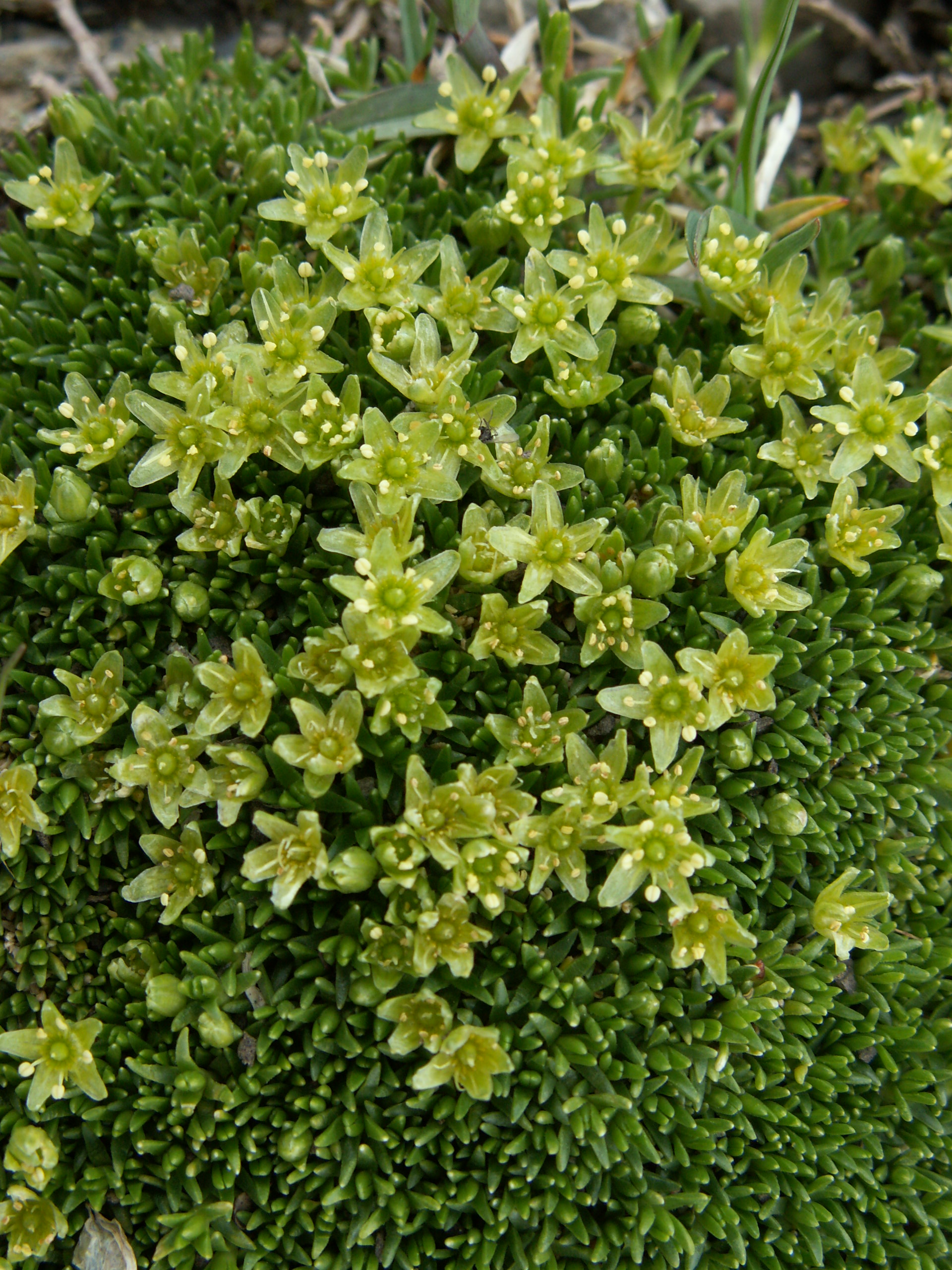
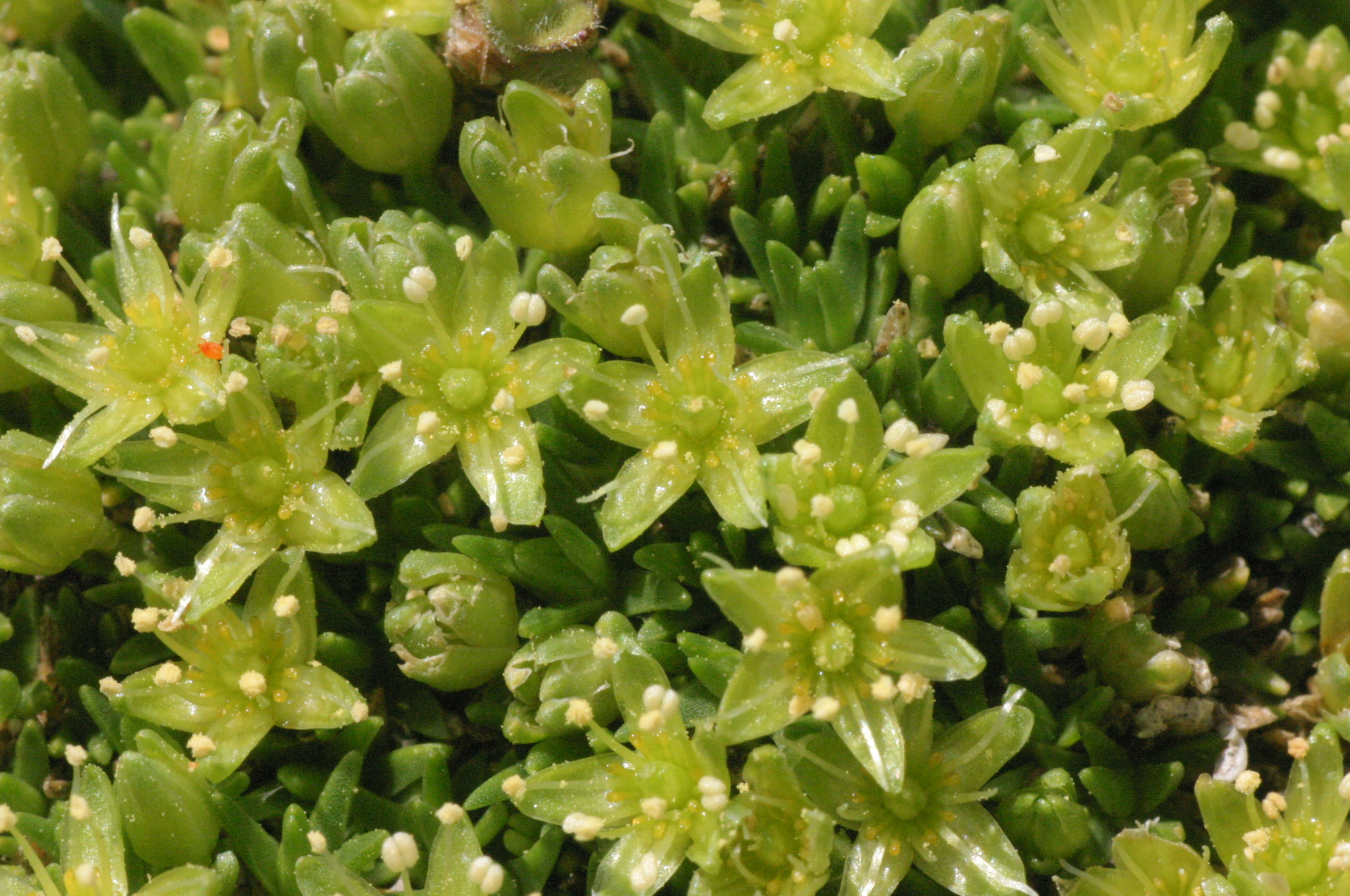
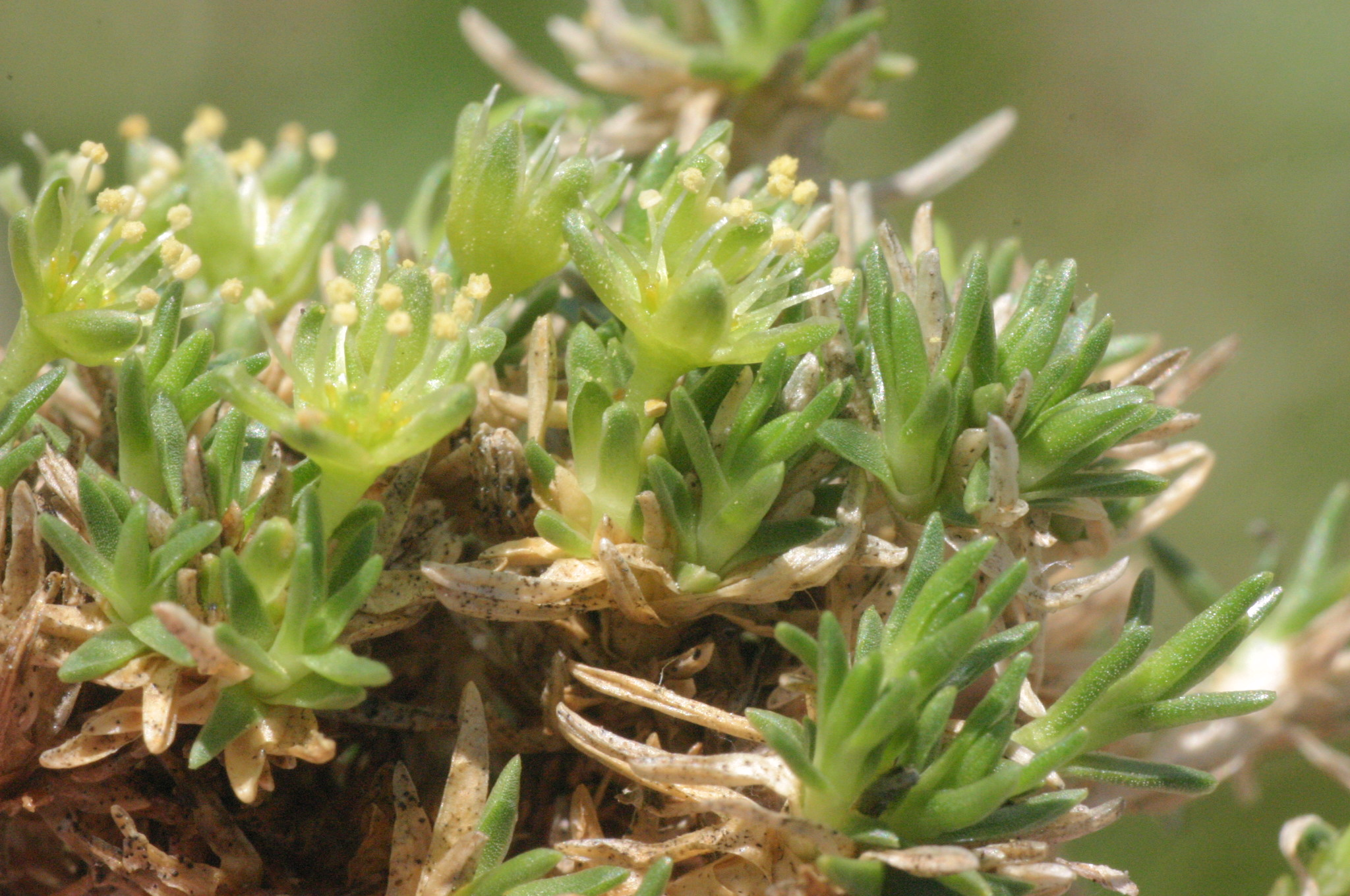
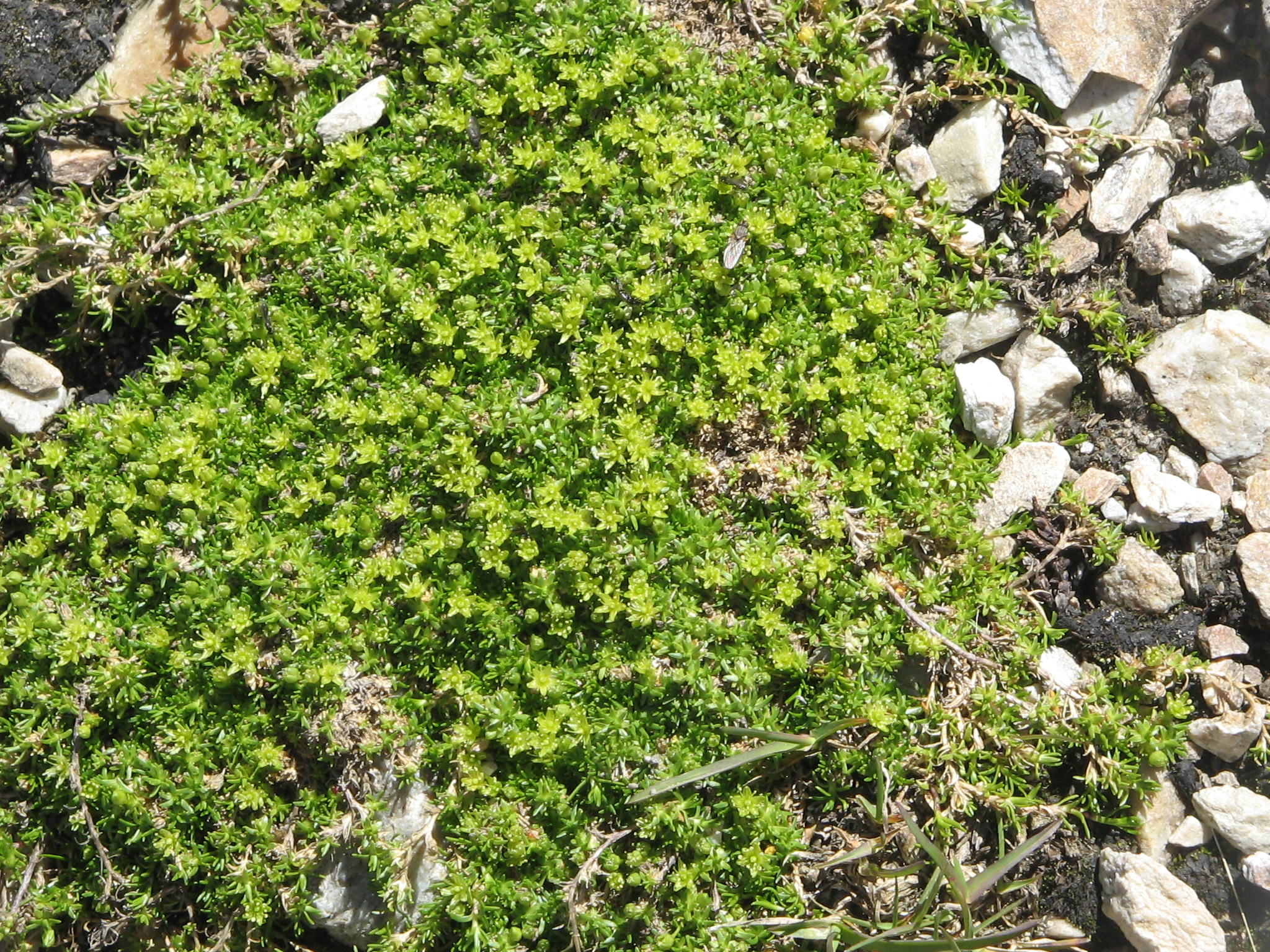
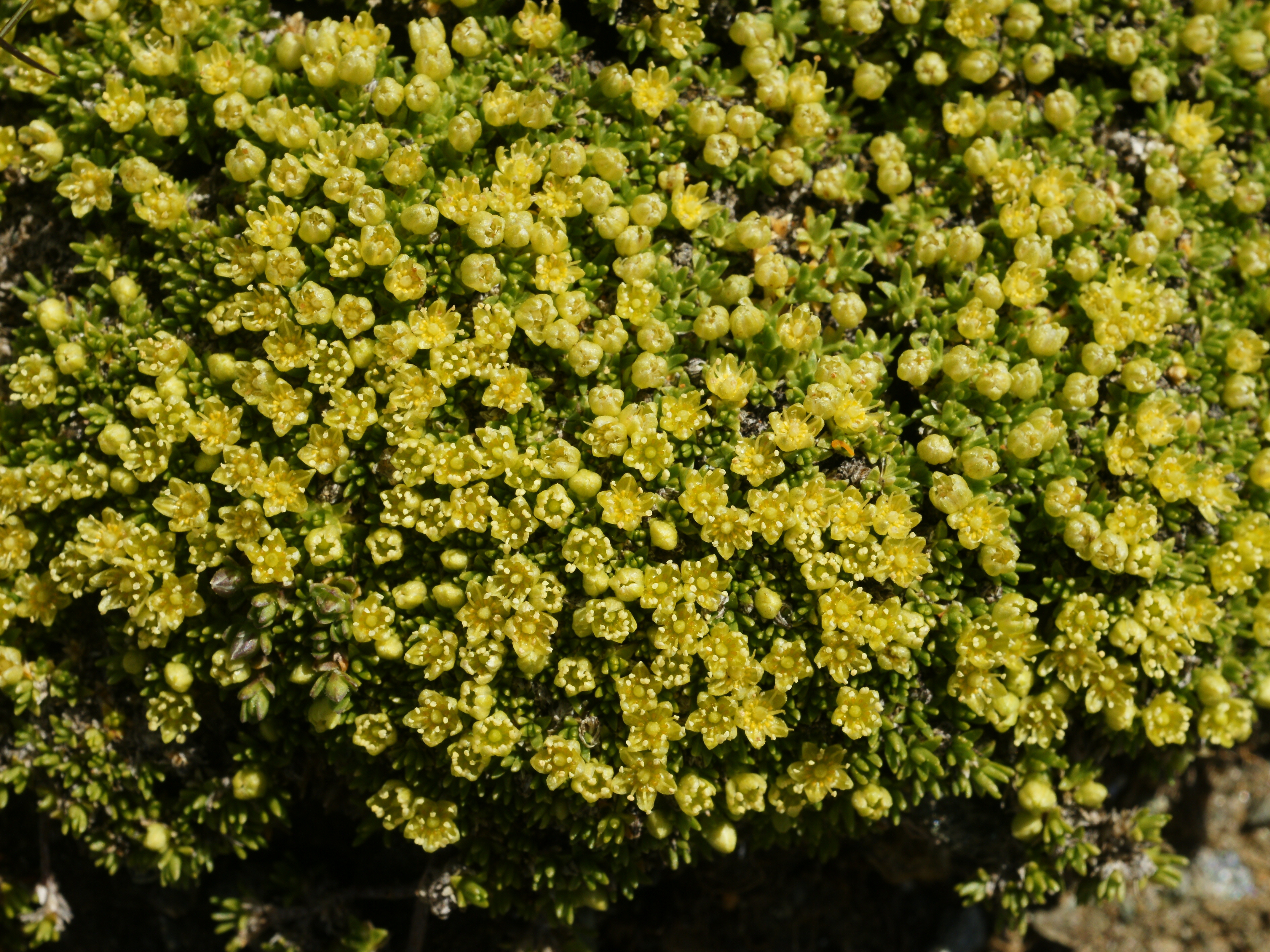